# Liste der Monuments historiques in Donjeux (Haute-Marne)
Die Liste der Monuments historiques in Donjeux führt die Monuments historiques in der französischen Gemeinde Donjeux auf.

## Liste der Immobilien
| Bezeichnung        | Beschreibung | Standort                    | Kennzeichnung | Schutzstatus | Datum      | Bild |
| ------------------ | --- | --------------------------- | ------------- | ------------ | ---------- | ---- |
| Château de Donjeux | Schlossanlage, 1745 bis 1755 erbaut, Architekt Jean-Michel Chevotet; mit Wirtschaftsgebäuden, Einfriedungen, Parkanlage und Alleen | südöstlich des Ortes (Lage) | PA00079051    | Inscrit      | 1965 /1989 |      |
| Kirche St-Georges  | | Grande Rue (Lage)           | PA00079052    | Inscrit      | 1926       |      |

## Liste der Objekte
| Bezeichnung         | Beschreibung                                                                                      | Standort                        | Kennzeichnung | Schutzstatus | Datum | Bild |
| ------------------- | ------------------------------------------------------------------------------------------------- | ------------------------------- | ------------- | ------------ | ----- | ---- |
| Adlerpult           | Holz, farbig gefasst, 18. Jahrhundert                                                             | in der Kirche St-Georges (Lage) | PM52001778    | Inscrit      | 1992  |      |
| Altar               | Altartisch, Tabernakel und Retabel; Holz, farbig gefasst und vergoldet, Ende des 17. Jahrhunderts | in der Kirche St-Georges (Lage) | PM52001335    | Classé       | 1991  |      |
| Portal und Tympanon | Stein, 13. und 17. Jahrhundert                                                                    | in der Kirche St-Georges (Lage) | PM52001860    | Inscrit      | 1992  |      |
| Truhe               | Holz, Schmiedeeisen, bezeichnet 1784                                                              | in der Mairie (Lage)            | PM52001336    | Classé       | 1991  |      |